# Papa Clement al X-lea
Papa Clement al X-lea (Emilio Altieri) (n. 13 iulie 1590, Roma, Statele Papale – d. 22 iulie 1676, Roma, Statele Papale) a deținut funcția de papă între anii 1670-1676.